# Gypsophila silenoides
Gypsophila silenoides är en nejlikväxtart som beskrevs av Franz Josef Ivanovich Ruprecht. Gypsophila silenoides ingår i släktet slöjor, och familjen nejlikväxter. Inga underarter finns listade i Catalogue of Life.